# Жуки (Полтавська міська громада)
Жуки́ — село в Україні, у Полтавській міській територіальній громаді Полтавського району Полтавської області України. Населення становить 1027 осіб.

## Географія
Село Жуки знаходиться на одному з витоків річки Полузір'я, примикає до села Тахтаулове, за 3 км від міста Полтава.

## Історія

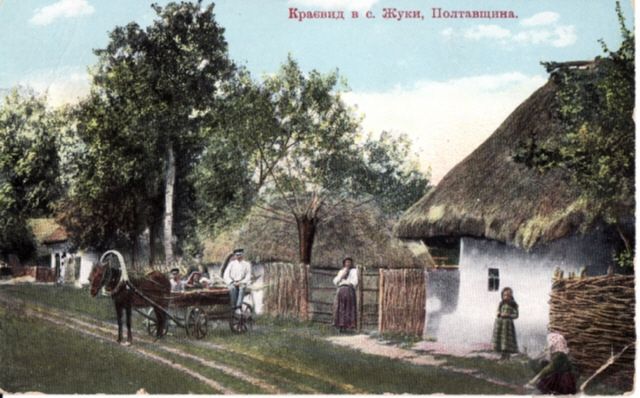
Вулиця у селі, 1913 рік

Відомо, що територія Поворскля, особливо поблизу Полтави, була заселена з давніх-давен. Звичайно, для кожного конкретного періоду історії краю неможливо вказати, чи існував населений пункт на місці нинішніх Жуків. Проте є чимало знахідок і документальних свідчень про археологічні знахідки та події або ж на зайнятій нині селом території, або ж у безпосередній близкості до нього.
На межі енеоліту (мідна доба) і доби ранньої бронзи (XXII—XIX ст. до н. е.) лісостепові простори Поворскля заселили індо-арійські племена ямної культурно-історичної спільноти. Саме вони були будівниками перших величних земляних гробниць на території Полтавщини — курганів, які насипали, відправляючи у подорож до потойбічного світу своїх співплемінників. Розкопками виявлені знахідки цієї доби — кам'яні свердлені сокири-молоти — і в межах села.
Історію села досліджували зокрема В.Курдиновський та В.Бучневич. Останній писав, що с. Жуки були осаджені учасниками повстання Острянина 1638 р. — козаками Тимофієм і Федором Жученками. Сталя це після того, як 26 квітня 1641 р. у м. Чугуєві був убитий ватажок повстання Я. Остряниця. За В.Бучневичем час появи поселення припадає на початок 40-х років XVII ст. Серед реліквій Покровської церкви с. Жуки В.Бучневич, згадував старе Євангеліє із вкладним написом до храму від 20 квітня 1636 р.: «Року 1636, месяца апреля 20 дня, я, раб Божий Іоан Плюсченко, ктитор, и брат с женою своею… отменяем сію книгу Евангеліе до храму свяыя Покровы Жуковской». Із тексту напису стає зрозуміло, що у 1636 р. село під назвою Жуки вже існувало, і мало власну церкву. Згідно сучасніших досліджень поселення заснував Іван Якович Жученко, батько Федіра Жученко.
І.Іванцов вважав, що головною причиною повстань 30-х рр. XVII ст. було закінчення термінів слобід для поселенців на Лівобережжі, які звільняли їх від будь-яких форм податку строком від 20 до 40 років. Не виключено, що подібні пільги спливали у цей час і для козаків Жуків (жуками зокрема і чорних волів прозивали у просторіччі), що заснували однойменне поселення. Таке припущення проливає світло на їх причетність до повстання Я.Остряниці. У даному випадку є всі підстави вважати, що с. Жуки, було засноване не у 40-х рр. XVII ст., як це стверджував В.Бучневич, а принаймні на 15-20 років раніше. Імовірно, що поселення виникло після будівництва на цій території укріпленого замку — Полтавської фортеці, що припадає на перші десятиліття XVII ст.
Більшу частину загону Остряниці становили вихідці з Полтави. Після придушення повстання Яків Остряниця втік на московське прикордоння, де заснував на Чугуївському городищі нове поселення. Напевно, що серед утікачів був і Іван Жук з родиною. Налякана масштабами української міграції у 1640 р. польська влада почала активні переговори про повернення втікачів. Першу представляв новий господар Полтави С.Конецпольський, що був зацікавлений у якомога більшій колонізації краю. Переговорний процес відбувався складно: повстанці категорично відмовилися повертатися під владу польських панів. Їх повернення стало можливим лише після того, як підбурений польськими агентами натовп убив Я.Остряницю. Зі свого боку польська адміністрація пообіцяла повну безпеку переселенцям та реабілітацію усіх учасників виступу, і, з метою заохочення переселенців, подовжила пільги ще на 6 років. У 1641 р. на цих умовах С.Конецпольський наділив бажаючих повернутися землями навколо Полтави (тобто, підтвердив за ними старі права). Напевно, серед бажаючих пристати на пропозиції поляків були і козаки Жуки. Принаймні, такий розвиток подій виглядає цілком можливим і не суперечить твердженню В.Бучневича, що село було засноване (а точніше відновлене) на поч.40 рр. XVII ст.
У Івана Жука було четверо дітей: сини Тимофій, Яків, Федір, донька Олександра. Найбільш відомий серед них — Федір Жученко, що пізніше став козацьким полковником. На початку Хмельниччини імена братів є серед інших козаків першої сотні Полтавського полку за Зборівським договором 1649 р. Про участь Ф.Жученка у подіях Хмельниччини писав у доносі і В. Л. Кочубей: «А и наперед полковничества свого его милость пан Жученко, бывал на войнах с гетманом Богданом Хмельницким, як в Польши, так и в наших местцах». Як склалася доля двох інших братів невідомо: у документах ІІ пол. XVII ст. вони не згадуються. Олександра Іванівна Жученко стала черницею (у 1679 р. була ігуменею Великобудиського жіночого монастиря). Про їх батька, старого Івана Жука, збереглося два записи, датованих 30 липня 1671 р., що стосувалися поділу його майна на три частини, у зв'язку з чим виникає припущення про його смерть. Спадкоємцем майна став Федір Жученко. Згідно заповіту він розділив батьківщину між найближчими родичами: дітьми покійного брата Якова та дружиною покійного брата Тимофія — Любов Івончихою.
На початку Визвольної війни на зміну польській владі прийшли органи козацького самоврдування. З цього часу селом відала друга полкова сотня. Після смерті Б.Хмельницького в Україні розгорілася боротьба за гетьманську булаву. На початку травня 1658 р. гетьманські війська І.Виговського підступили до Полтави. За наказом І.Виговського гетьманці підпалили с. Жуки та загородні полтавські двори. У ніч з 31 травня на 1 червня 1658 р. загони полтавського полковника М.Пушкаря з запорожцями напали на гетьманський обоз, що знаходився на горі, між Жуками й Рибцями. Після гибелі М.Пушкаря полковником був призначений І.Богун, пізніше його місце зайняв Ф.Гаркуша — обидва ставленики І.Виговського. Проте вже у вересні 1659 р. Полтавський полк очолив Федір Жученко. Обирався полковником сім разів: 1659—1661, 1670—1672, 1676, 1679—1680, 1686—1687, 1687—1689, 1689—1691 рр.
У жовтні 1660 р. у Полтавському полку спалахнуло нове повстання, цього разу проти московських воєвод. Виступ очолив Ф.Жученко, якого М.Костомаров охрестив «главным коноводом против Москвы». Наступного року він був позбавлений полковництва і майже на десятиліття відійшов від політичних справ. Наступне обрання Ф.Жученка на полковництво відбулося 1670 р. (був полковником за Д.Многогрішного, І.Самойловича, І.Мазепи). У квітні 1672 р. Ф.Жученко заарештовував кошового отамана Івана Сірка, який спробував взяти участь у виборах гетьмана. У 1676 р. під Липлянкою загін із 130 козаків на чолі з Ф.Жученком натрапив у степу на татарську орду. За наказом Жученка козаки загородилися власними кіньми і прийняли бій. У бою більшість козаків було поранено. Дісталося й Ф.Жученку — татарська стріла пробила йому ногу. Взяв участь у Чигиринських походах (1677—1678 рр.).
До останньої чверті XVII ст. поселення залишалося вільним військовим. Але вже 1682 р. гетьман І.Самойлович, «респектуючи на старинныя в войску запорожском заслуги» пана Федора Жученка, напевно, на прохання останнього, передав с. Жуки у його приватне володіння. Через вісім років гетьманський універсал був підкріплений царською жалуваною грамотою (20.09.1690 р.). У цей же час Ф.Жученко породичався із старшинськими родами Кочубеїв та Іскр. Із останніми його пов'язували давні зв'язки, що тяглися ще з часу повстання Я.Остряниці-Іскри. У XVII ст. село було власністю і слугувало за резиденцію полковника Ф.Жученка, а у XVIII ст. його онука — полковника В. В. Кочубея.

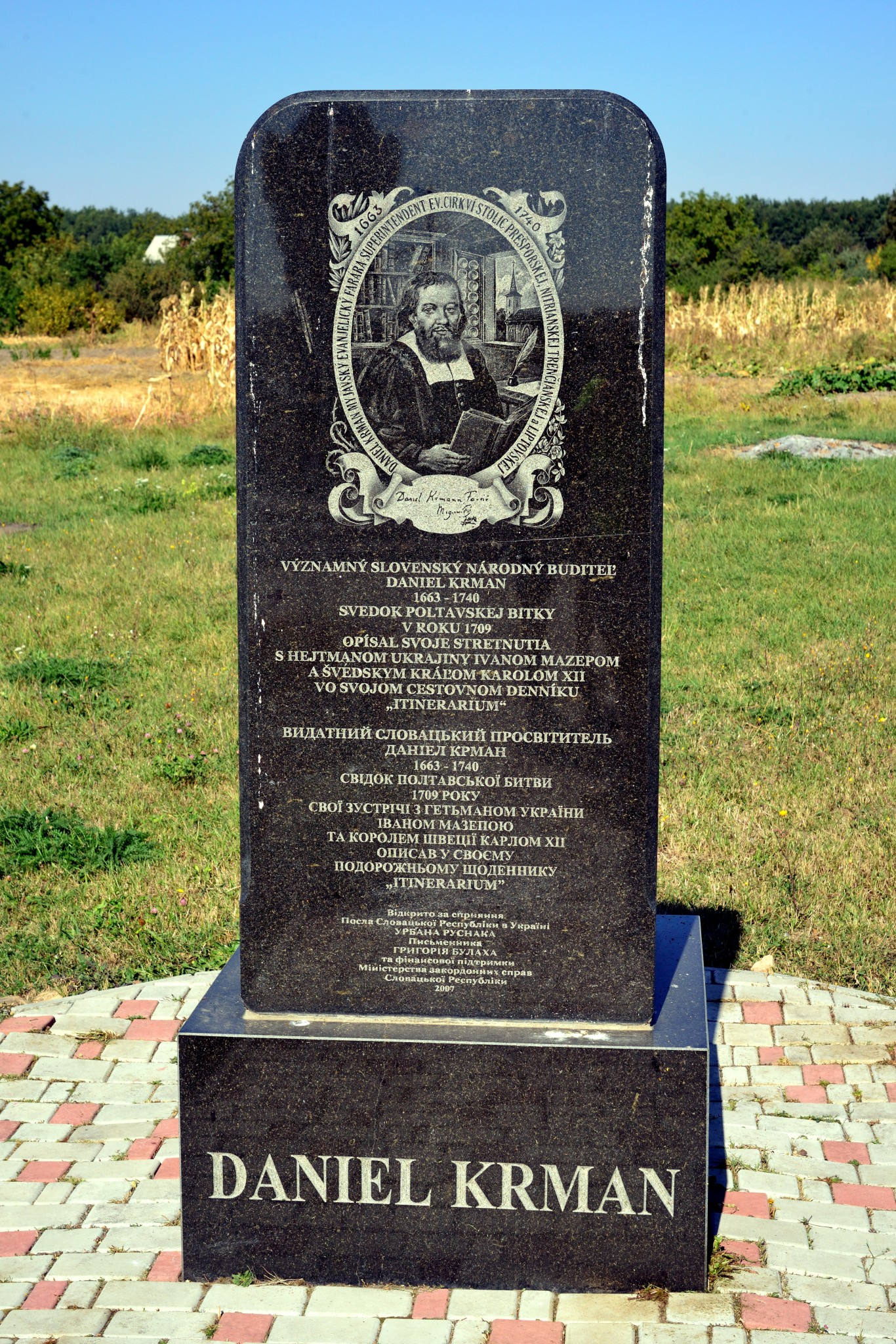
Пам'ятний знак словацькому просвітителю Даніелу Крману, що описував події, пов'язані з Полтавщиною

Залишається нез'ясованим питання, чи був Ф.Жученко посвячений у план змови, спрямований на повалення І.Мазепи, чи довідався про них після того, як справа набула загального розголосу. Після страти опальних старшин їх дружини — удова генерального писаря Любов Кочубеївна та удова полтавського полковника Параскева Іскрівна, доньки Ф.Жученка, — були взяті під варту. Але невдовзі в Україні почалися події, які відвернули від них увагу. Використовуючи сум'яття у місті, вони таємно виїхали з Батурина через берегові ворота. Після втечі вони якийсь час переховувались у володіннях свого батька у Жуках. Але, зваживши на погрози полковника І.Левенця, що обіцяв заарештувати та доправити їх до гетьмана І.Мазепи, змушені були тікати далі. Взимку 1709 р. Північна війна впритул наблизилася до кордонів села. У січні–лютому в околицях Жуків діяв партизанський загін І.Вертолаєва, що нападав на гетьманців та передові шведські частини. Після підходу головних сил шведської армії партизани залишили село. У квітні головні події Північної війни перемістилися до Полтавської фортеці. Наприкінці квітня війська І.Мазепи та шведська армія Карла ХІІ розташувалися біля Жуків. Фенрік Делакарлійського полку Роберт Петре записав у щоденнику 26 квітня: «Утром мы покинули Жуки и около полудня прибыли к крепости Полтава, которую Его Величество имел намерение атаковать с ходу». Поблизу Жуків війська І.Мазепи простояли близько двох місяців. Після переправи російської армії вище Полтави 19-20 червня табір було переміщено до сіл Рибці — Пушкарівка.
Федір Іванович Жученко помер 8 червня 1709 р., трьох тижнів не дожив до Полтавської битви. За заповітом с. Жуки перейшло у власність до його онука — Василя Васильовича Кочубея, підтверджене за ним у вічному володінні жалуваною грамотою від 11 березня 1710 р. Згідно даних «Компуту Полтавського полку 1718 р.», проведеного за наказом гетьмана І.Скоропадського, у Жуках проживало 49 козаків, 20 козаків — курінчиків з особистої охорони В. В. Кочубея, 40 селян-кріпаків поміщиків Кочубеїв та 34 ремісники. У 1726 р. у селі нараховувалось 260 дворів, у яких проживали 61 козак та 132 залежних від Кочубеїв селян. У 1732 р. у селі проживало 40 козаків, 20 курінчиків та 28 дворян Кочубея, 90 посполитих, було 2 церкви — Покровська та Георгіївська, 2 церковно-приходські школи, 2 церковні шинки.
У склепі Покровської церкви с. Жуки були поховані: полтавський полковник Федір Іванович Жученко (†8.06.1709); полтавський полковник Василь Васильович Кочубей (†19.08.1743); друга дружина Василя Васильовича — Марія Іванівна Кочубей, уроджена Янковська (†30.10.1742) та їх двоє неповнолітніх дітей. Серед реліквій у Покровській церкві зберігалися: Львівське Євангеліє 1636 р.; різьблене дерев'яне розп'яття XVII ст.; шовкова риза, пошита з сукні генерального судді В. Л. Кочубея; ікона XVII ст. із зображенням Св. Даниїла та патріарха Іаакова із якої, за переказами, шведські солдати зробили дошку для гри в шахи; документи з родинного архіву Кочубеїв. До 1837 р. у Покровській церкві знаходились меморіальні речі генерального судді В. Л. Кочубея — сорочка та жупан, передані на зберігання до домової церкви князів Кочубеїв у м. Диканьці (тепер зберігаються у Полтавському краєзнавчому музеї).
За даними на 1859 рік у власницькому та козачому селі Полтавського повіту Полтавської губернії, мешкало 1030 осіб (496 чоловічої статі та 534 — жіночої), налічувалось 298 дворових господарства, існувала православна церква.
12 червня 2020 року, відповідно до розпорядження Кабінету Міністрів України № 721-р «Про визначення адміністративних центрів та затвердження територій територіальних громад Полтавської області», село увійшло до складу Полтавської міської громади.
19 липня 2020 року, внаслідок адміністративно-територіальної реформи та ліквідації Полтавського району (1925—2020), село увійшло до складу новоутвореного Полтавського району.

## Особистості
Уродженці села Жуки:
- Величко Самійло Васильович (нар.1670 — пом. після 1728) — український козацько-старшинський літописець;
- Ванченко Петро Захарович (нар.1898 —пом.1937) — український письменник та актор, в'язень Соловецького концтабору (СТОН);
- Курдиновський Віктор Васильович (1868—1937) — український і російський співак (баритон).
- Бондаренко (Савченко) Тетяна Устимівна (1926—2000) — радянська передовиця виробництва, ланкова колгоспу «Більшовик» Полтавського району Полтавської області, Герой Соціалістичної Праці (1949).
- Від 1948 до 1955 року у Жуках жив український художник Валерій Шаленко.
- У Жуках побував словацький просвітитель Даніел Крман, що описував події, пов'язані з Полтавщиною та Полтавською битвою[5].

## Меморіальний комплекс слави українського козацтва
У селі, де народився, жив і працював козацький літописець Самійло Величко, зводиться Меморіальний комплекс слави українського козацтва (2010 було відкрито першу чергу комплексу пам'яті загиблих козаків).
11 лютого 2010 виповнилося 340 років від дня народження козацького літописця. Він народився і останні роки свого життя провів у Жуках. Тут помер і похований. На жаль, могила Самійла Величка до нашого часу не збереглася. Та на узвишші біля ставка, поруч із каплицею Покрови Пресвятої Богородиці й курганом пам'яті, встановлено гранітну брилу, яка символізує останнє пристанище славетного історика козаччини.

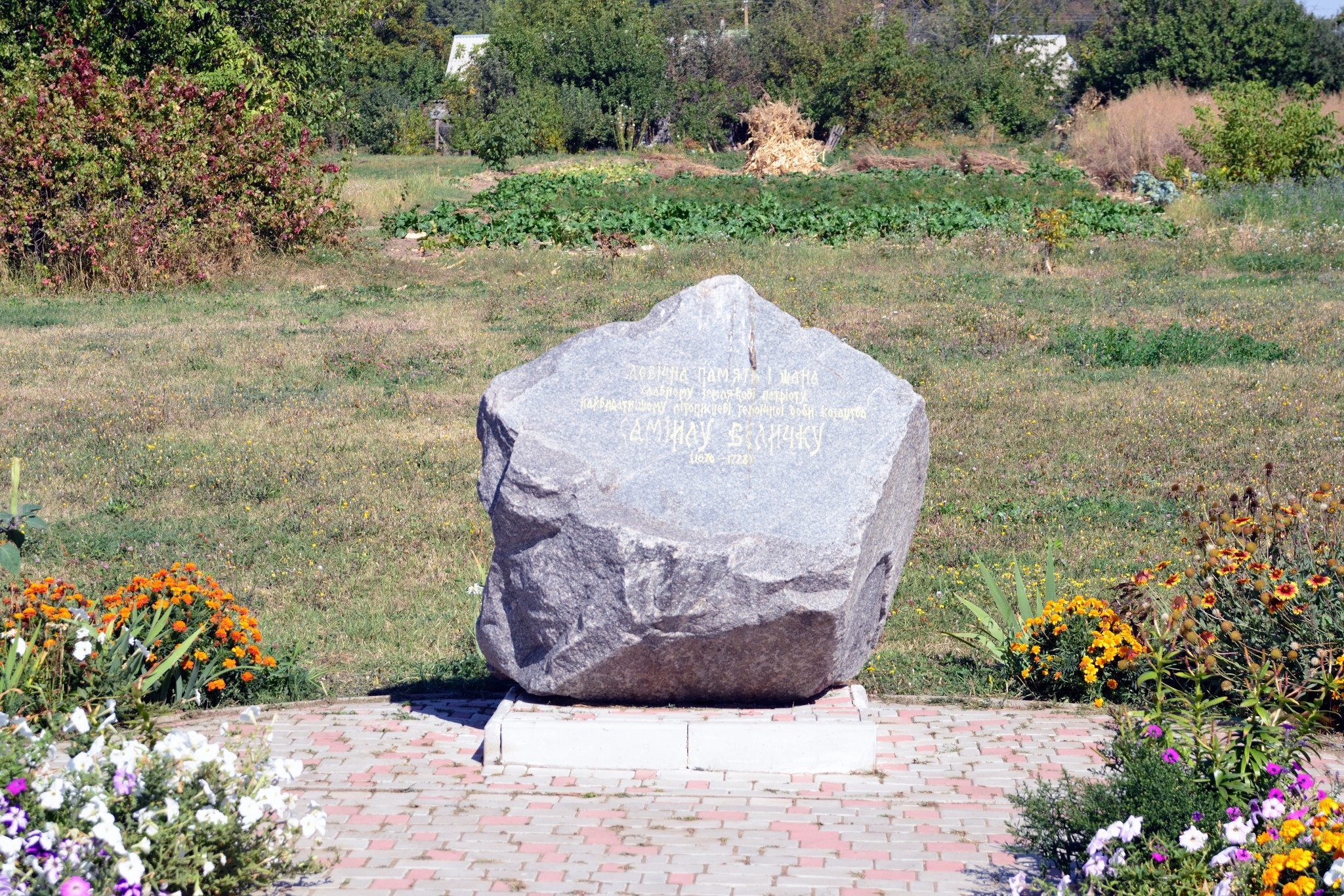
Пам'ятний знак на честь козацького літописця Самійла Величка
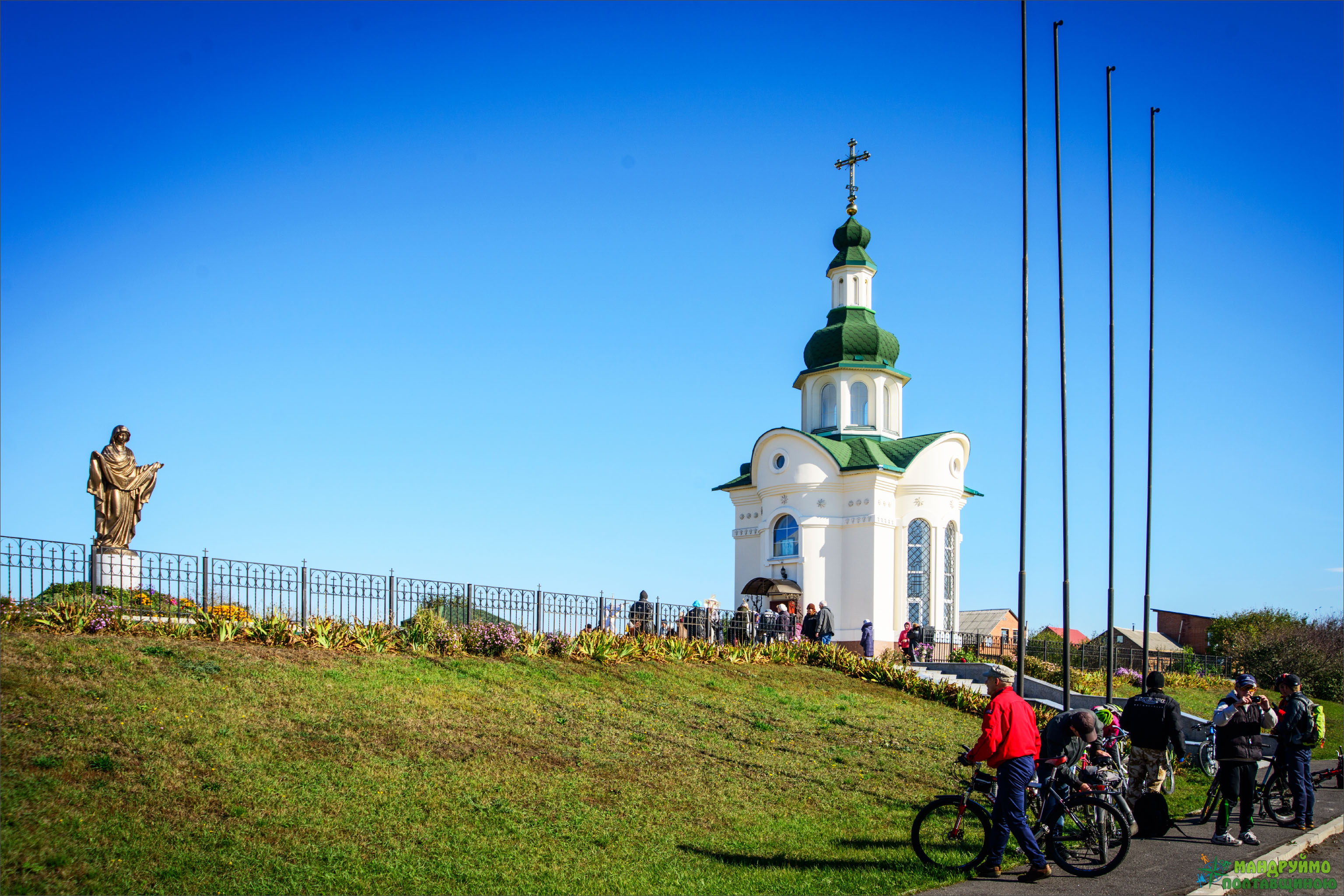
Меморіальний комплекс козацької слави
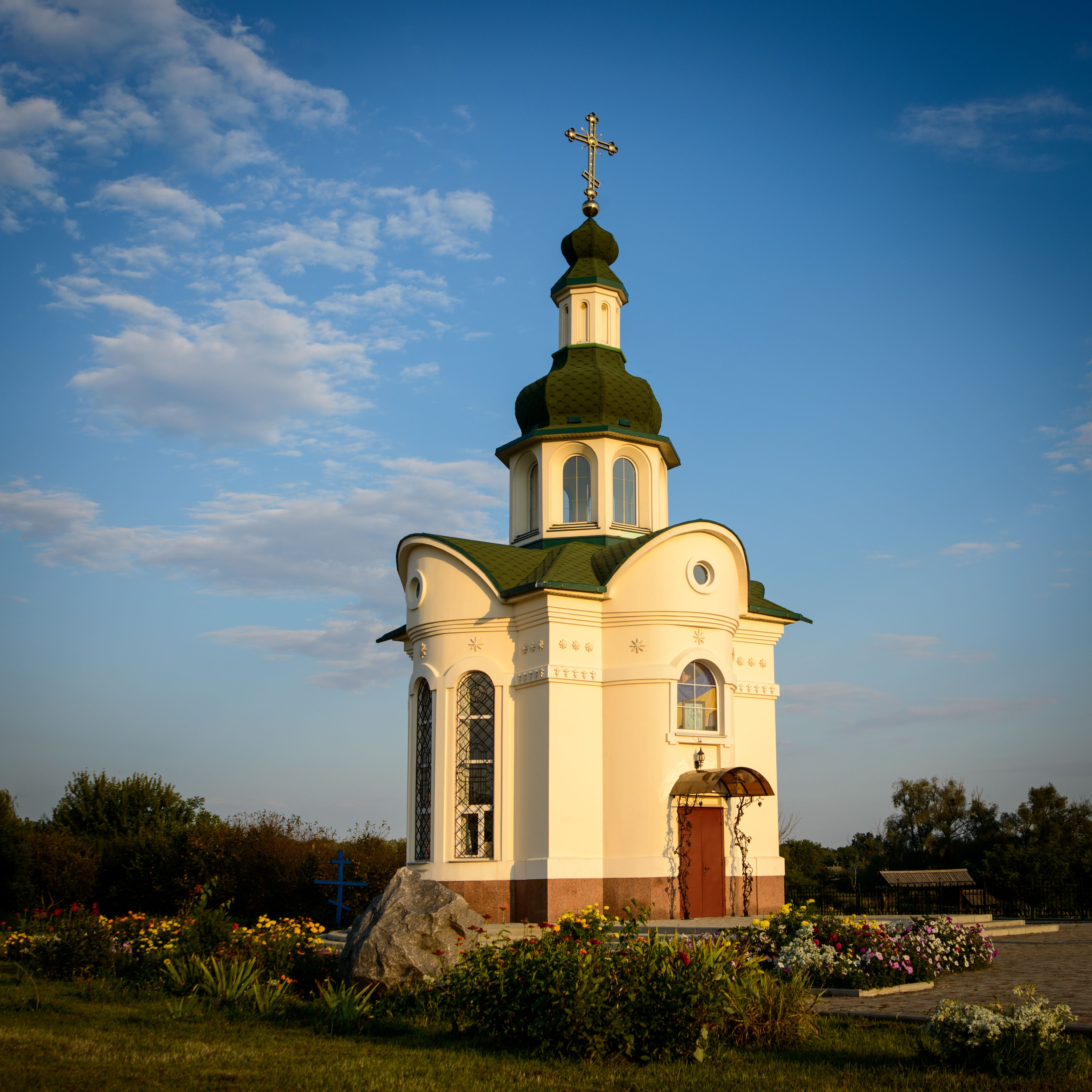
Каплиця Покрови Пресвятої Богородиці
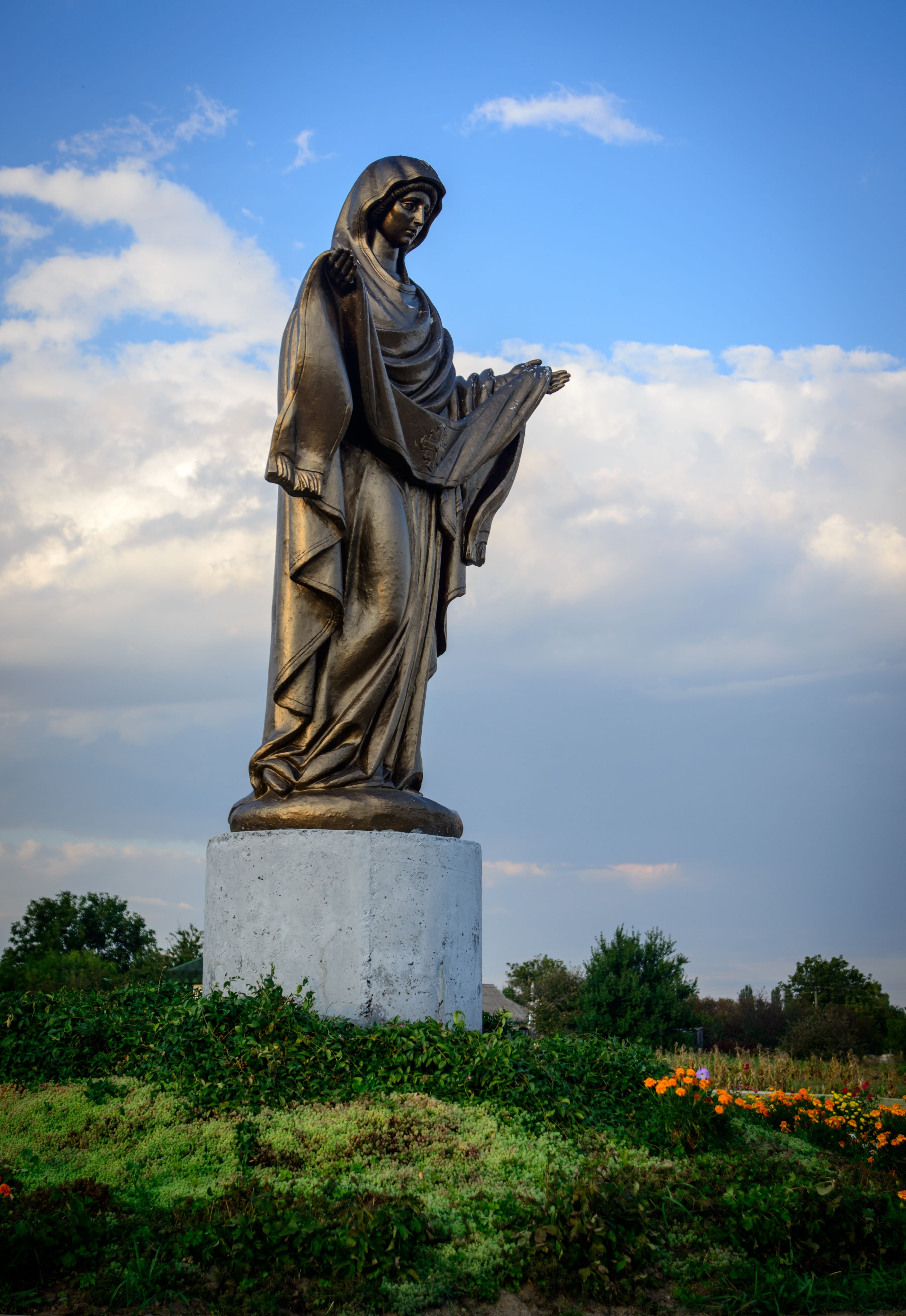
Меморіальний комплекс пам'яті загиблих козаків